# Rhipsalis olivifera
Rhipsalis olivifera là một loài thực vật có hoa trong họ Cactaceae. Loài này được N.P.Taylor & Zappi miêu tả khoa học đầu tiên năm 1997.